# Peter Rådberg
Ulf-Peter Ivar Rådberg, född 17 december 1956 i Gävle (Heliga Trefaldighet), är en svensk politiker (miljöpartist). Han var ordinarie riksdagsledamot 2006–2014 (även tjänstgörande ersättare 2005 och 2005–2006), invald för Västra Götalands läns norra valkrets.
I riksdagen var han ledamot i försvarsutskottet och krigsdelegationen 2006–2014. Han var även kvittningsman 2010–2014, suppleant i arbetsmarknadsutskottet, ledamotsrådet, näringsutskottet, skatteutskottet, utbildningsutskottet, utrikesutskottet och sammansatta utrikes- och försvarsutskottet, samt deputerad i sammansatta utrikes- och försvarsutskottet.
Rådberg kommer från Trollhättan.